# 黄麓师范学校
黄麓师范学校，位于安徽省巢湖市黄麓镇。1928年由张治中创办，曾与南京晓庄师范齐名，被视为中国乡村教育楷模。2015年8月恢复办学资质，目前是合肥市唯一一所公办中等师范学校，同时与合肥幼儿师范高等专科学校合作办学，形成了"3+2"五年制高职、普通中专、教师培训等多层次办学模式。学校建筑群2018年入选第六批合肥市文物保护单位。